# Castelo de Kinnaird Head

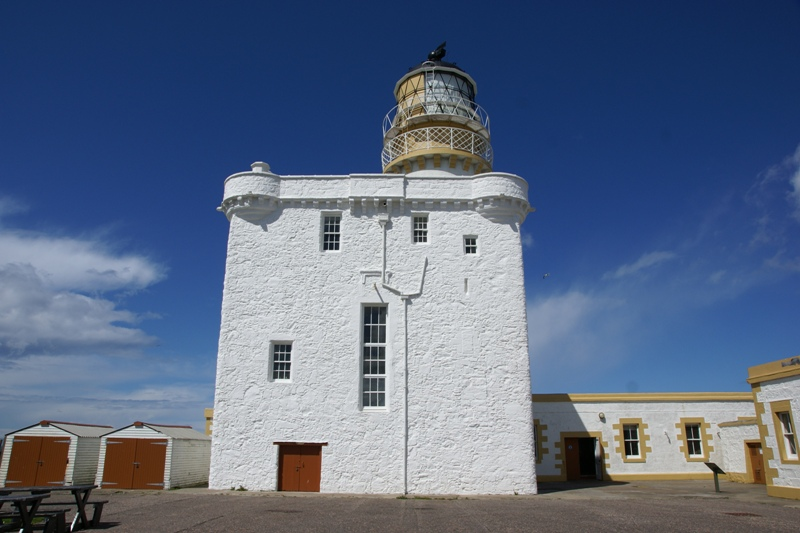
Farol do Castelo de Kinnaird Head.

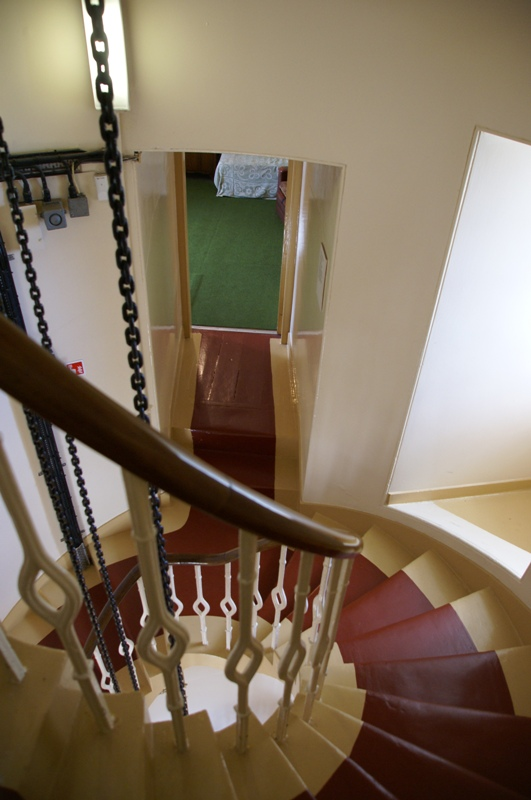
Castelo de Kinnaird Head: interior da torre do farol.

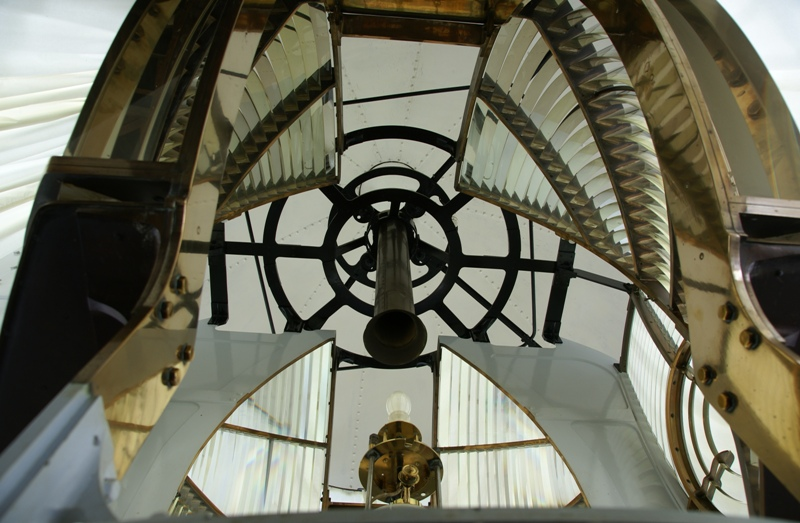
Farol de Kinnaird Head: lâmpada.

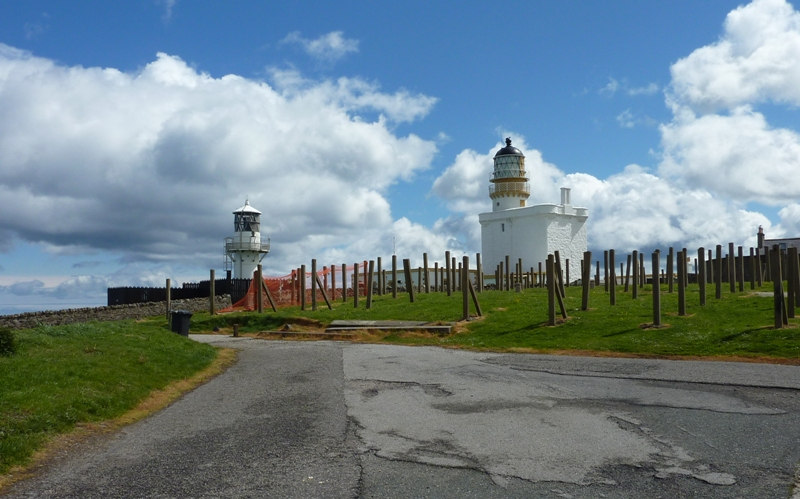
Kinnaird Head: panorâmica

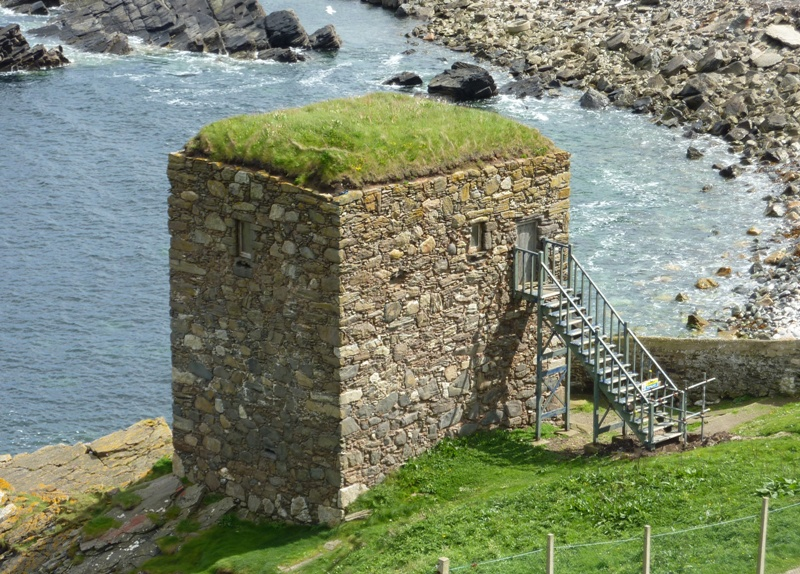
Kinnaird Head: torre de vigia.

O Castelo de Kinnaird Head localiza-se em um promontório em Fraserburgh, na Escócia.

## História
Construído para a família Fraser, este belo castelo do século XVI foi alterado em 1787 para dar lugar ao primeiro farol construído pelos Comissários dos Faróis do Norte.